# Garan Croft
Garan Croft es un deportista británico que compite por Gales en boxeo. Ganó una medalla de plata en el Campeonato Europeo de Boxeo Aficionado de 2022, en el peso semimedio.

## Palmarés internacional
| Representando a Gales |                  |                  |           |
| Campeonato Europeo    |                  |                  |           |
| Año                   | Lugar            | Medalla          | Categoría |
| 2022                  | Ereván (Armenia) | Medalla de plata | 71 kg     |